# Sara Bertolasi
Sara Bertolasi (Busto Arsizio, 29 de abril de 1988) es una deportista italiana que compitió en remo. Ganó tres medallas en el Campeonato Europeo de Remo entre los años 2011 y 2018.

## Palmarés internacional
| Campeonato Europeo | Campeonato Europeo    | Campeonato Europeo | Campeonato Europeo |
| Año                | Lugar                 | Medalla            | Prueba             |
| ------------------ | --------------------- | ------------------ | ------------------ |
| 2011               | Plovdiv (Bulgaria)    | Medalla de bronce  | Dos sin timonel    |
| 2012               | Varese (Italia)       | Medalla de plata   | Ocho con timonel   |
| 2018               | Glasgow (Reino Unido) | Medalla de bronce  | Dos sin timonel    |